# Петршинська вежа
Пе́тршинська ве́жа (чеськ. Petřínská rozhledna) — вежа у столиці Чехії місті Празі, одна з найвідоміших домінант празького краєвиду.
Прототипом для Петршинської вежі стала знаменита паризька Ейфелева вежа. 

## Розташування та опис
Петршинська вежа розташована на вершечку пагорба Петршин на висоті 324 метри над рівнем моря в історичному районі Мала Страна (адміністративно відноситься до району Прага-1).
Вежа має цільний сталевий каркас, в її ядрі — восьмигранна труба, усередині якої міститься ліфт. Висота (сучасна) Петршинської вежі становить 63,5 метри, вага первинної конструкції сягає 170 тонн.
Дістатися вежі можна пішки — здійнявшись Петршином сходами, що мають 299 східців, для людей з обмеженими можливостями передбачено використання фунікулеру. 
Петршинська вежа має 2 оглядових майданчика, горішній з них — на висоті 55 метрів, звідки відкривається чудова панорама на Прагу та її головні пам'ятки, мальовничі пагорби та околиці.
Для огляду в теперішній час (кінець 2000-х років) Петршинська вежа відкрита від 10-00 до пізнього вечора від квітня по жовтень, і лише вихідними у проміжок між 10-00 та 17-00 у решту частину року. Нині на нижньому рівні вежі розташовані сувенірні крамнички й невелика кав'ярня, а на підземному рівні — камерний музей літературного персонажа Яри Цімрмана.

## Історія

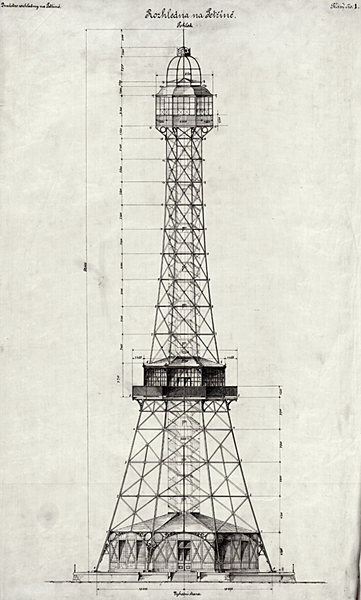
Проект вежі на Петршині, 1891

Петршинська вежа була зведена на однойменному пагорбі Праги за пропозицією Клуба чеських туристів (чеськ. Klub českých turistů) після відвідання Всесвітньої виставки в Парижі 1889 року, і є подобою Ейфелевої вежі. 
Власне 1890 року чеський науковець і громадський діяч Вілем Курц виступив у статті «Оглядова вежа на Петршинському пагорбі — картина близького майбутнього Праги» (чеськ. Rozhledna na Petříně, obrázek z blízké budoucnosti Prahy) з ініціативою будівництва у празькому районі Петршин на Малій Страні оглядової башти. Її конструкторами виступили чеські інженери Франтішек Прашил (чеськ. František Prášil) та Юліус Соучек (чеськ. Julius Souček).
Будівельні роботи були започатковані 16 березня 1891 року, а вже 20 серпня відбулося урочисте відкриття вежі на Петршині. 
Під час німецької окупації Чехословаччини в березні 1939 року Адольф Гітлер висловив бажання, щоб Петршинська вежа була зруйнована, бо начебто погіршувала вигляд з Празького Граду, але, на щастя, цей задум так ніколи й не був утілений в життя.
Після ІІ Світової війни в 1953 році на Петршинській вежі була встановлена телевізійна антена, і висота башти, таким чином, зросла ще близько на 20 метрів. Це був перший телевізійний ретранслятор у Чехії. Телекомунікаційні функції Петршинська вежа виконувала до 1998 року, поки не була відкрита нова телевежа в Жижкові. 
У 1999 році на Петршинській вежі здійснювались реставраційно-відновлювальні роботи.
У теперішній час (2000-ні) Петршинська вежа є значним туристичним об'єктом чеської столиці.

## Галерея

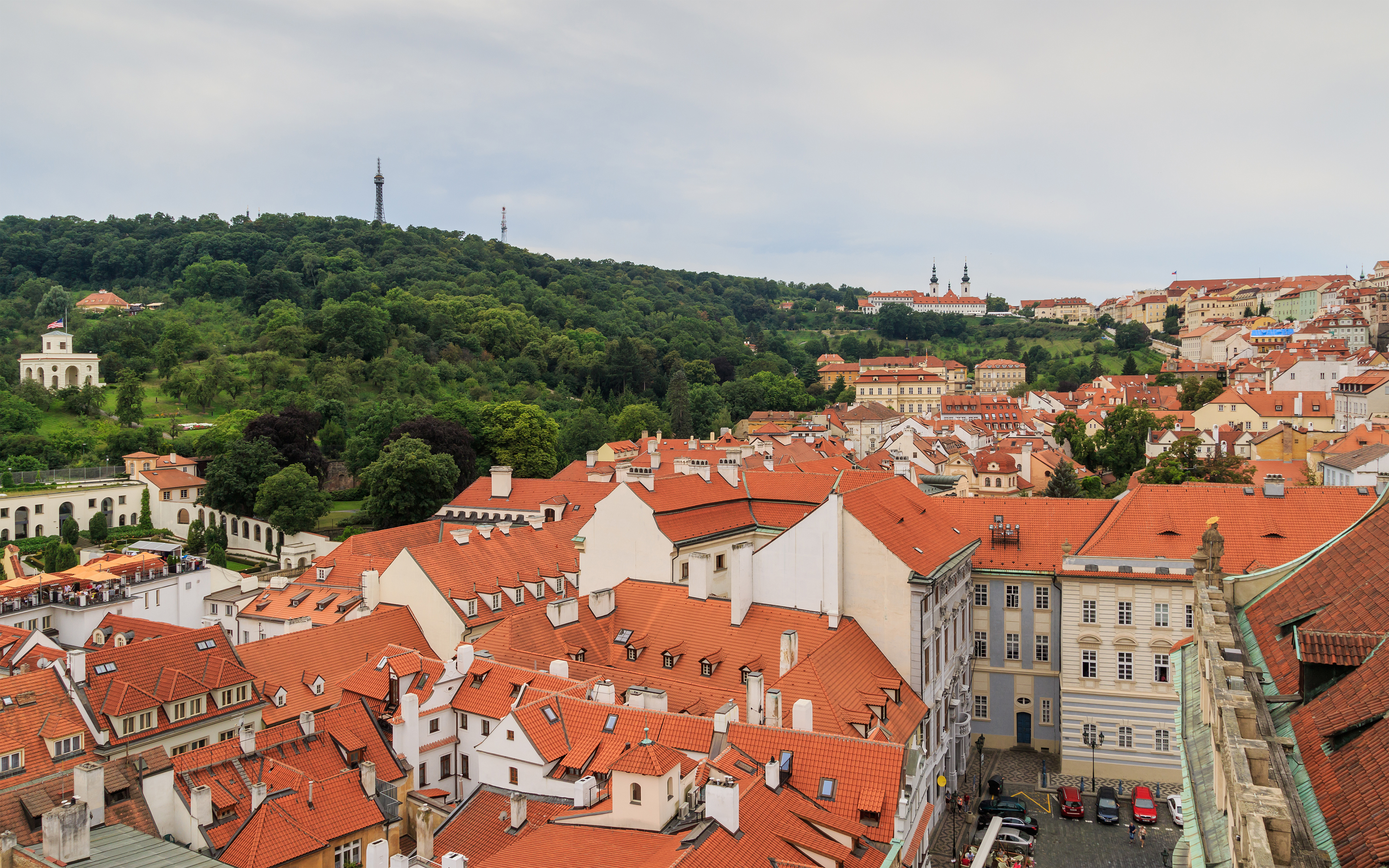
Пейзаж з вежею.
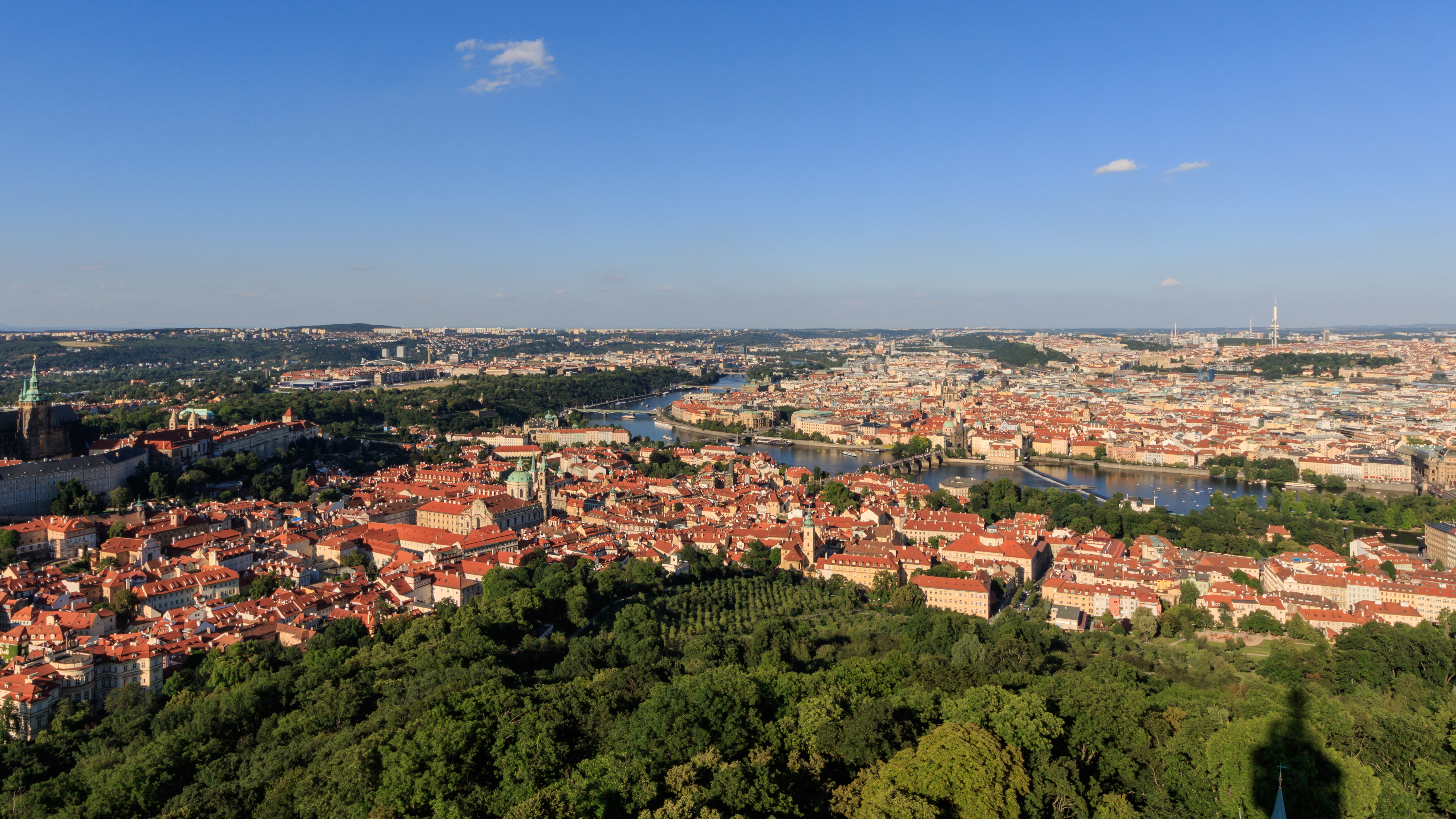
Вид на празький Град з вежі.
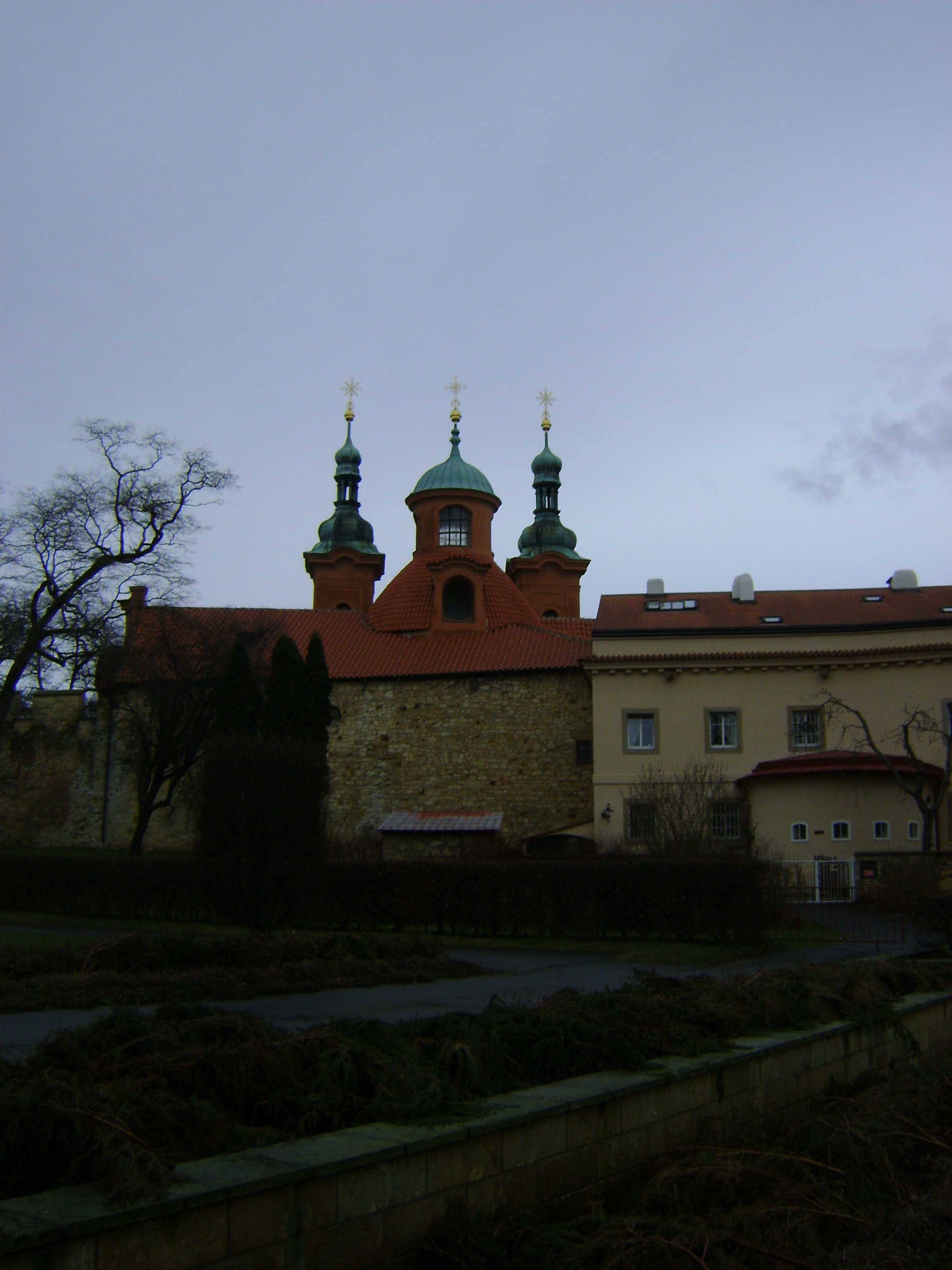
Бароковий храм біля вежі.
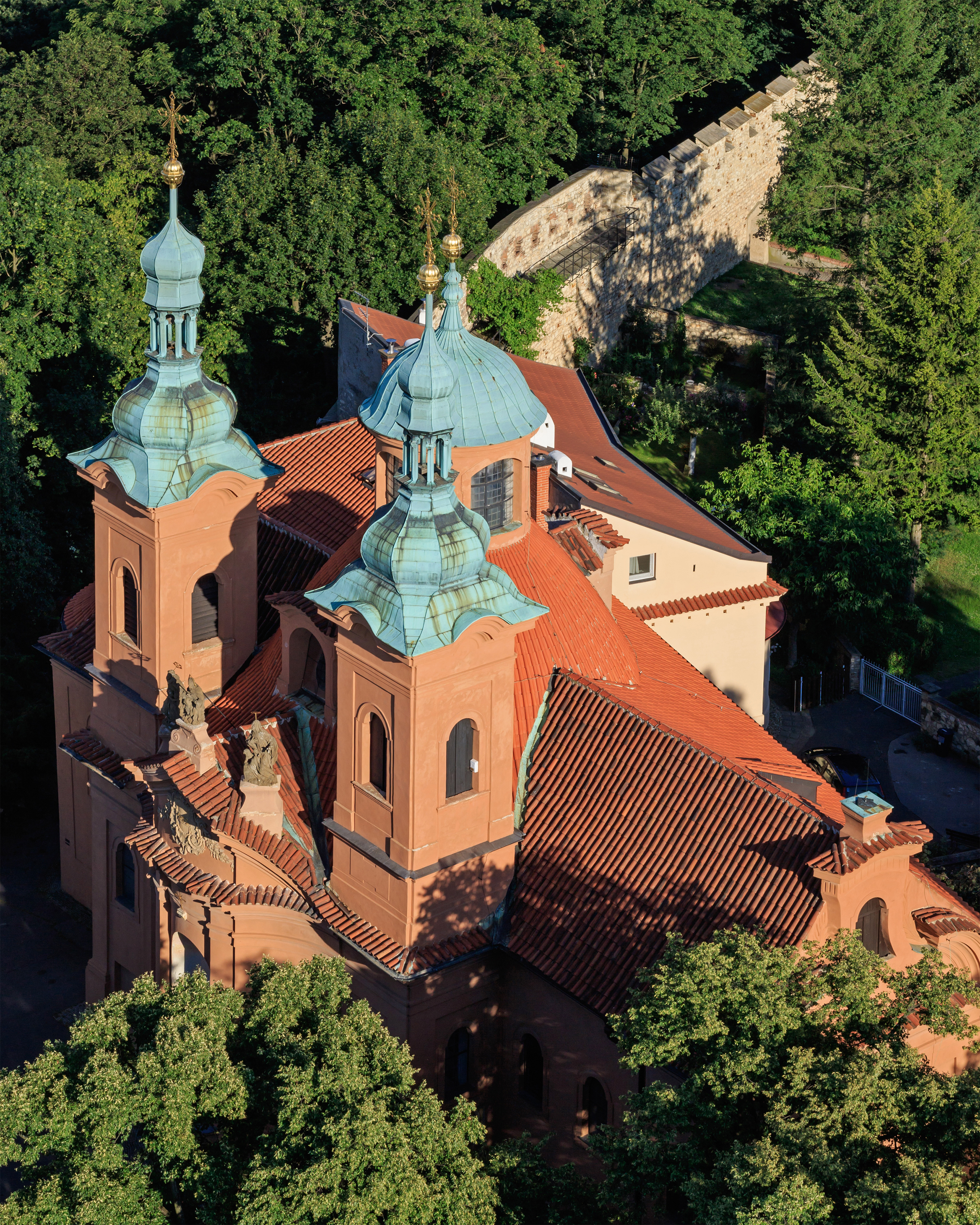
Храм на Петршинському пагорбі.

## Виноски
1. ↑  GAZDÍK Jan Zbořte Petřín, rozkázal při návštěvě Prahy Hitler (чес.)